# Svagdricka

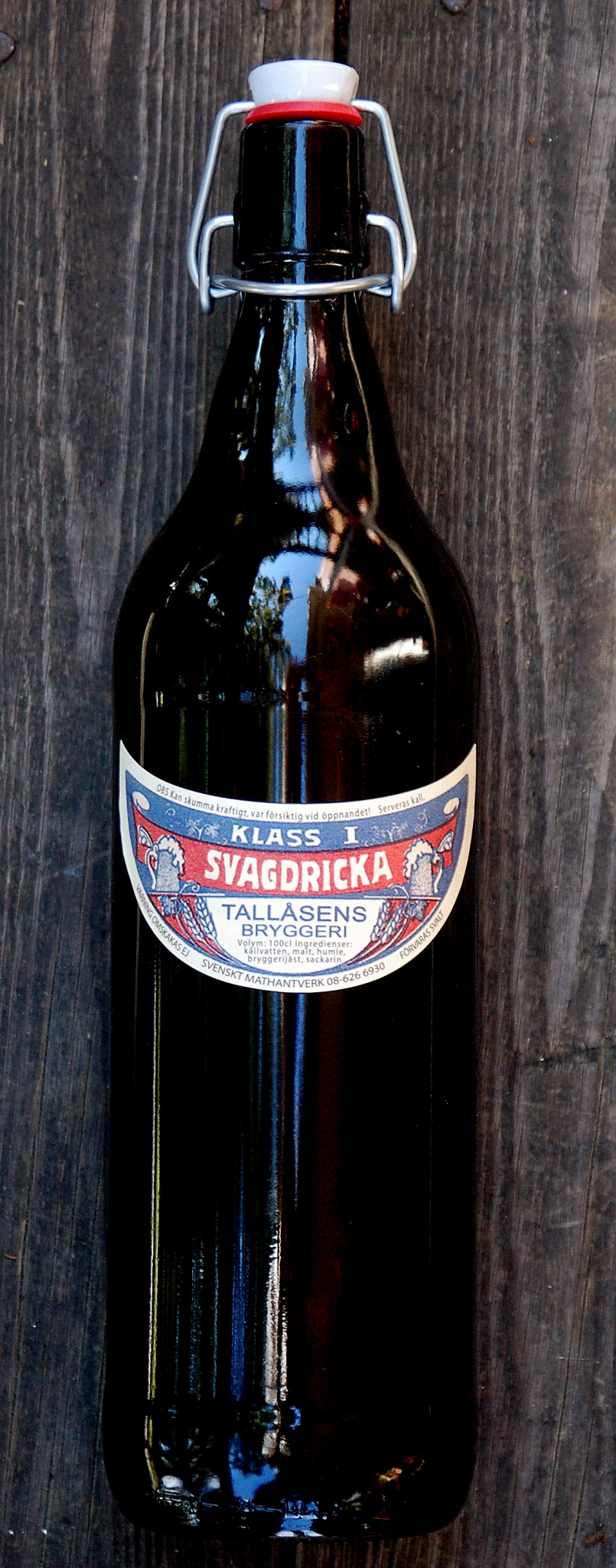
Uma garrafa de Svagdricka

Svagdricka, literalmente bebida fraca em sueco, é uma forma de cerveja com malte, adocicada, escura e com baixo teor de álcool (menos de 2,25% ABV). No início do século XX, havia produtores locais de svagdricka em toda a Suécia, mas nas últimas décadas sua popularidade diminuiu.  É fermentada na parte superior, não pasteurizada e se assemelha ao kvas russo. É uma das duas antigas cervejas suecas que sobreviveram aos tempos modernos, sendo a outra a gotlandsdricka. Restam apenas alguns fabricantes e seus volumes de produção exibem uma grande flutuação sazonal com picos no Natal e na Páscoa, quando consumidos com comida sueca tradicional desses períodos.